# Polyblastus rutilus
Polyblastus rutilus là một loài tò vò trong họ Ichneumonidae.